# Ipomopsis
Ipomopsis är ett släkte av blågullsväxter. Ipomopsis ingår i familjen blågullsväxter.

## Bildgalleri

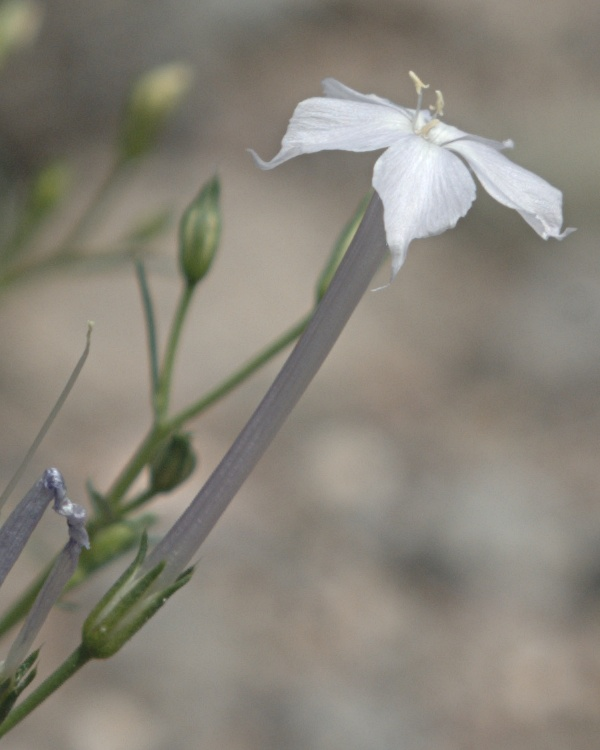
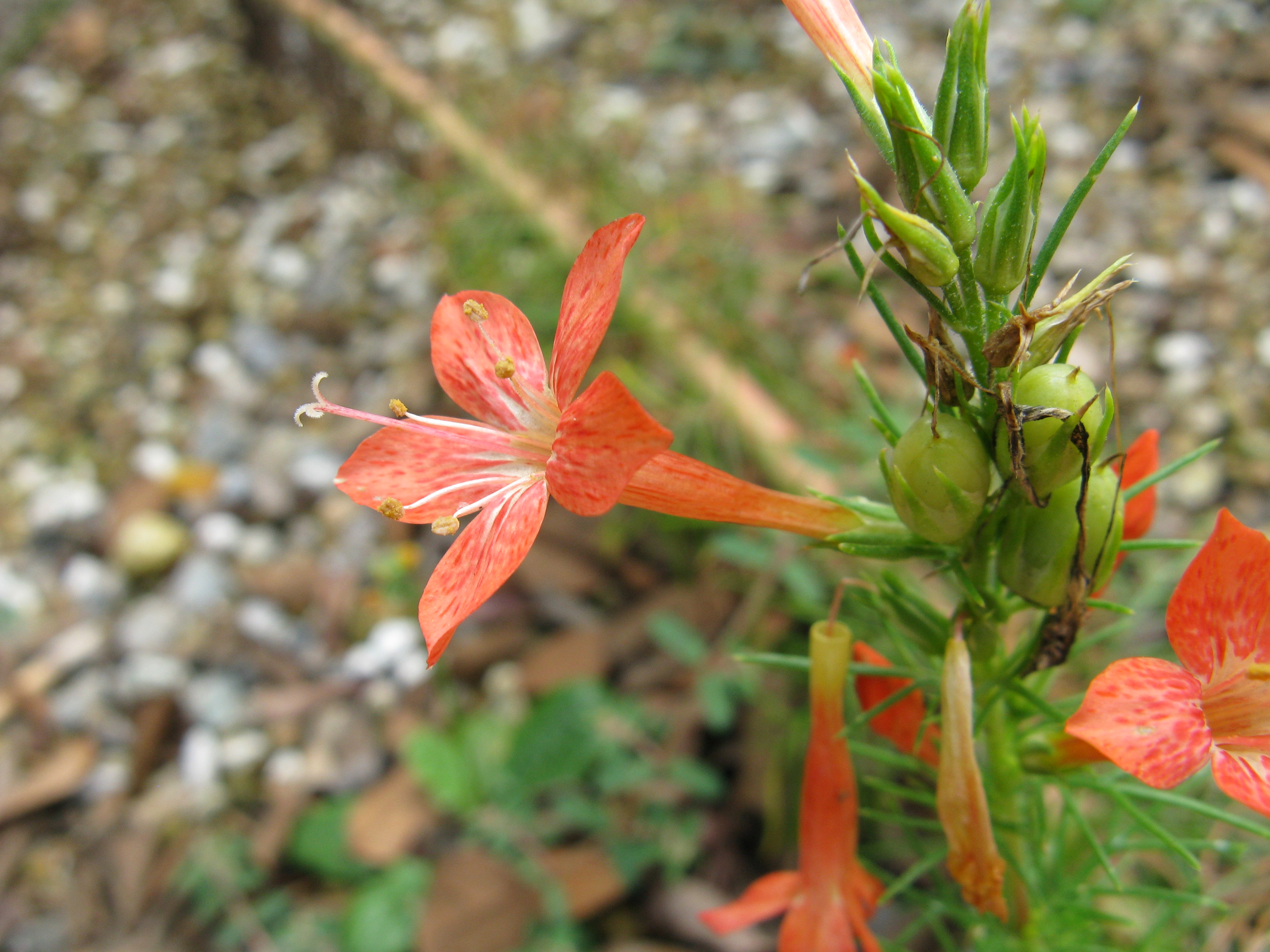
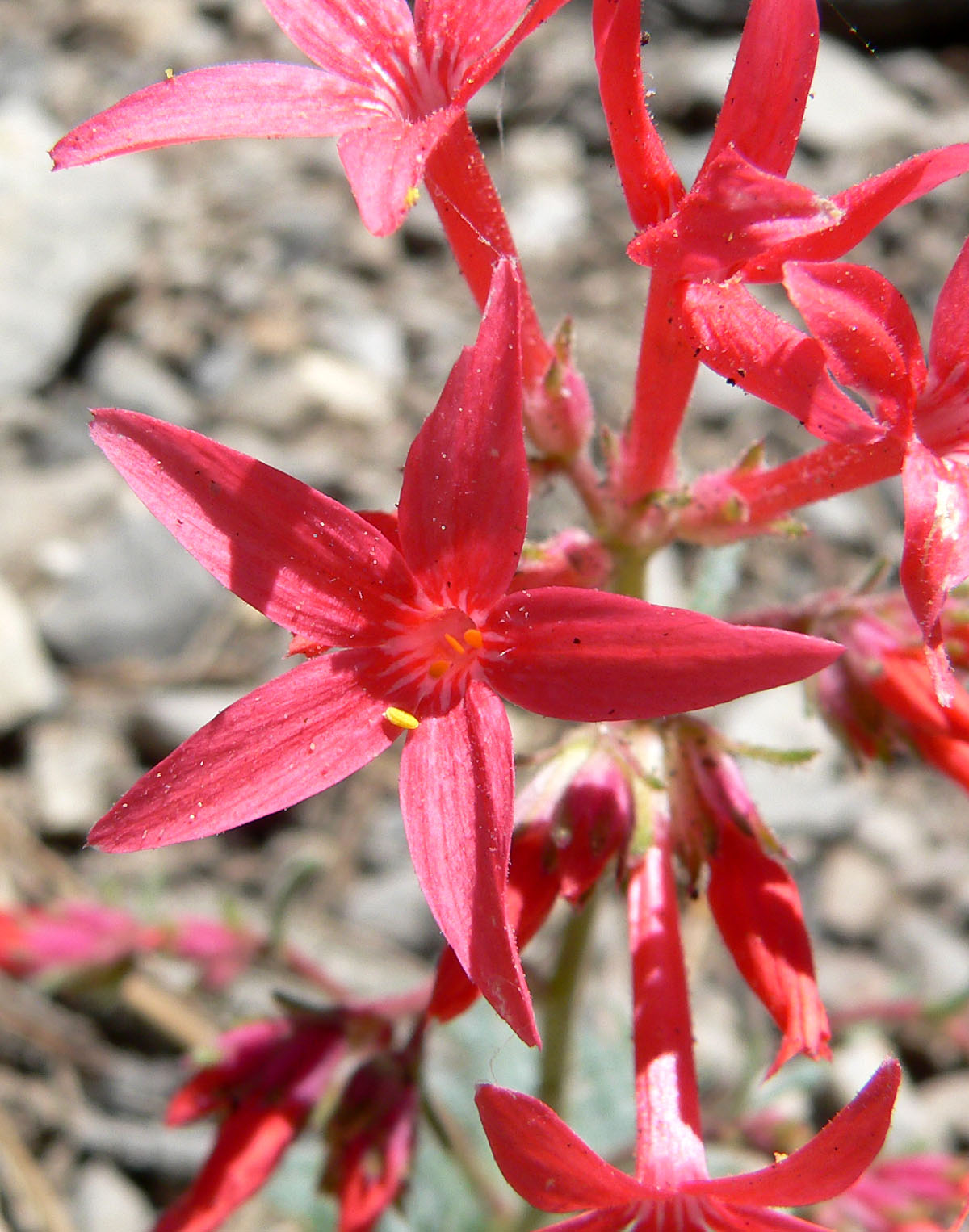
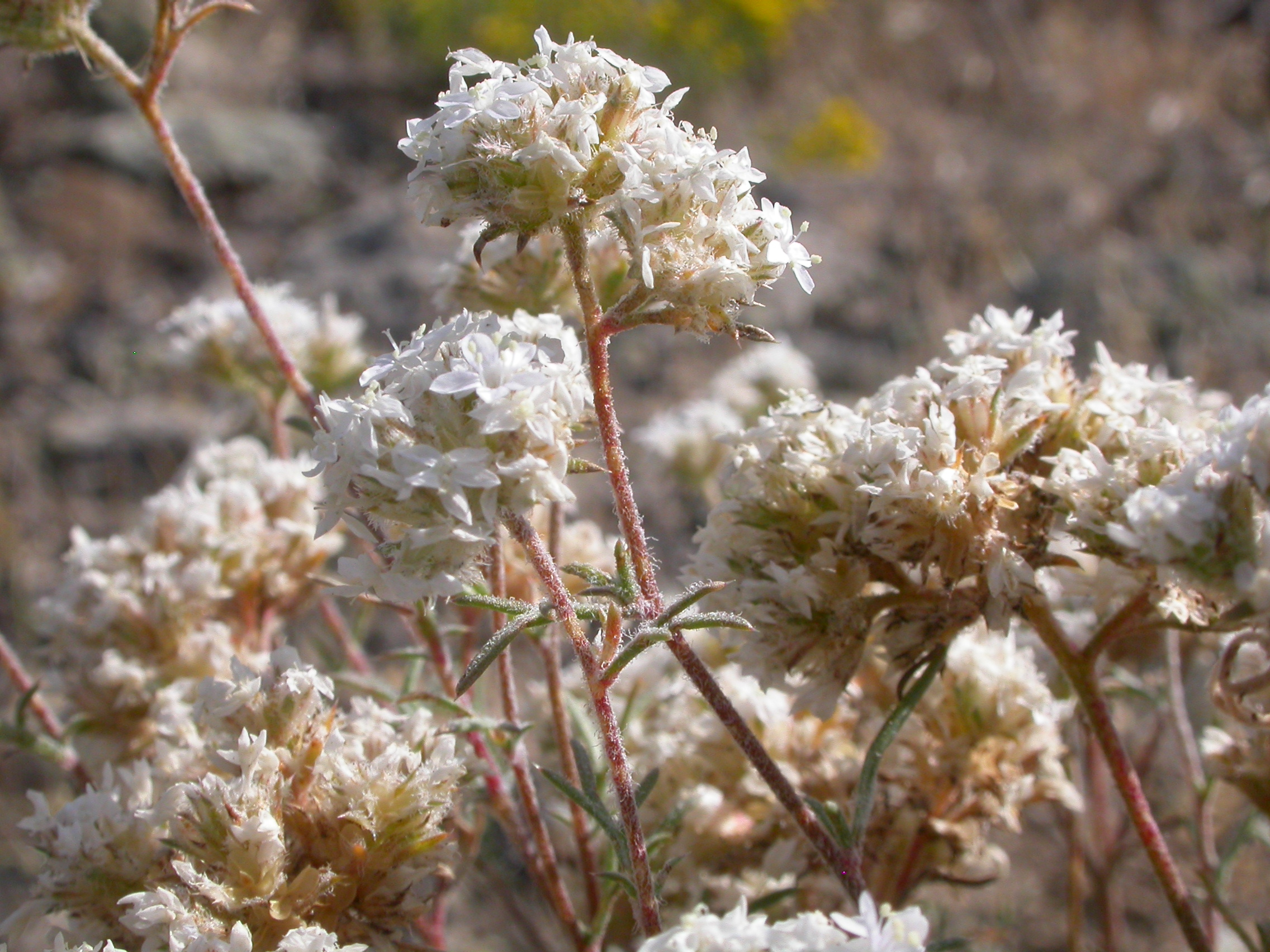
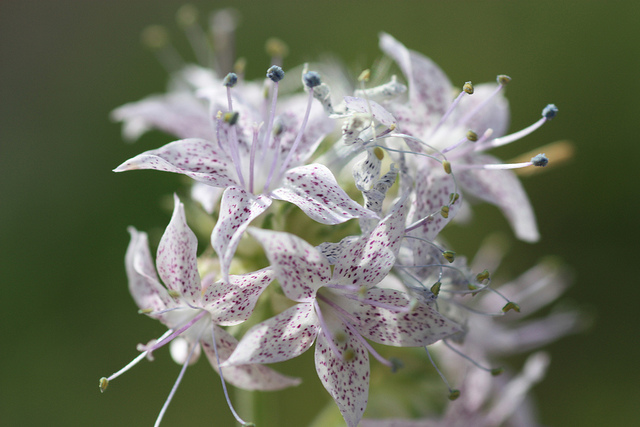
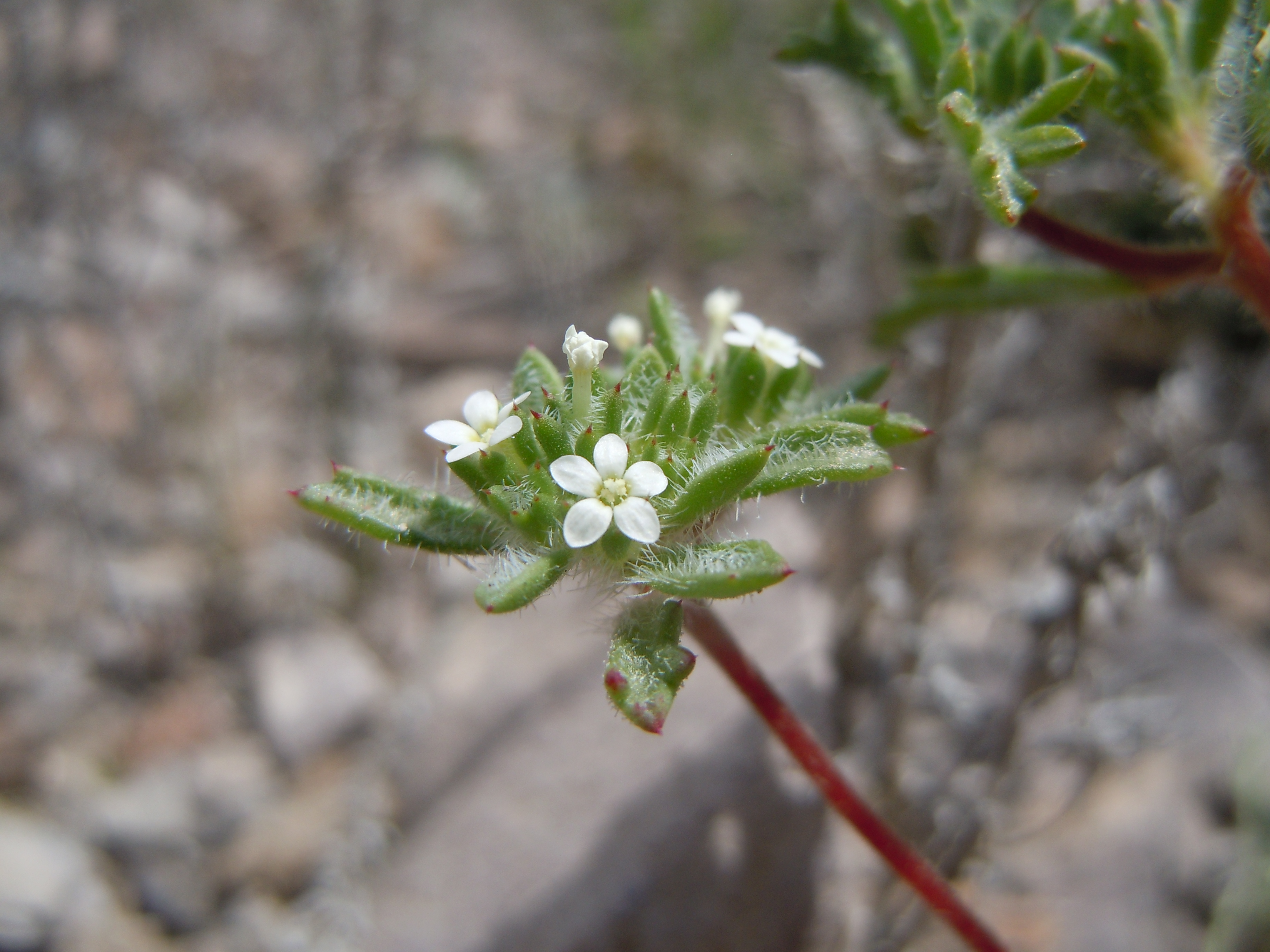

## Dottertaxa tillIpomopsis, i alfabetisk ordning[1]
- Ipomopsis aggregata
- Ipomopsis arizonica
- Ipomopsis congesta
- Ipomopsis effusa
- Ipomopsis globularis
- Ipomopsis gossypifera
- Ipomopsis gunnisonii
- Ipomopsis guttata
- Ipomopsis havardii
- Ipomopsis laxiflora
- Ipomopsis longiflora
- Ipomopsis macombii
- Ipomopsis macrosiphon
- Ipomopsis monticola
- Ipomopsis multiflora
- Ipomopsis pinnata
- Ipomopsis polyantha
- Ipomopsis polycladon
- Ipomopsis pringlei
- Ipomopsis pumila
- Ipomopsis ramosa
- Ipomopsis roseata
- Ipomopsis rubra
- Ipomopsis sancti-spiritus
- Ipomopsis sonorae
- Ipomopsis spicata
- Ipomopsis tenuifolia
- Ipomopsis tenuituba
- Ipomopsis thurberi
- Ipomopsis wendtii
- Ipomopsis wrightii